# جیمز وود (دانشنامه‌نویس)
جیمز وود (انگلیسی: James Wood) یک کشیش و همچنین سرویراستارِ دانشنامه ناتل بود.
مطابقِ مطالب درج شده در دانش‌نامه، او سرویراستار «فرهنگ‌نامهٔ استاندارد ناتل» هم بود و بعدها، «فرهنگ‌نامهٔ کلماتِ قصار ناتل» را هم گردآوری و تألیف کرد.